# Přebor Libereckého kraje
Přebor Libereckého kraje patří společně s ostatními krajskými přebory mezi páté nejvyšší fotbalové soutěže v Česku. Je řízen Libereckým krajským fotbalovým svazem. Spolu s Přeborem Ústeckého kraje navázal v roce 2002 na Přebor Severočeského kraje.

## Systém
Hraje se každý rok od léta do jara se zimní přestávkou. Účastní se ho 16 týmů - z Libereckého kraje, každý s každým hraje jednou na domácím hřišti a jednou na hřišti soupeře. Celkem se tedy hraje 30kol.
Vítězem se stává tým s nejvyšším počtem bodů v tabulce a postupuje do Divize C nebo Divize B. Poslední tým sestupuje do I.A třídy (záleží na počtu sestupujících z divizí). Do Přeboru Libereckého kraje vždy postupují první dva týmy I.A třídy.

## Vítězové
| Ročník                     | Vítězný tým                                     | Sestup z divize                             | Sestup do I.A třídy             |
| -------------------------- | ----------------------------------------------- | ------------------------------------------- | ------------------------------- |
| Přebor Severočeského kraje |                                                 |                                             |                                 |
| 2002/2003                  |                                                 |                                             |                                 |
| 2003/2004                  |                                                 |                                             |                                 |
| 2004/2005                  | SK Hlavice                                      |                                             |                                 |
| 2005/2006                  | FK Sedmihorky                                   |                                             |                                 |
| 2006/2007                  | FK Pěnčín-Turnov                                |                                             |                                 |
| 2007/2008                  | FK Česká Lípa                                   |                                             |                                 |
| 2008/2009                  | TJ Jiskra Višňová                               |                                             |                                 |
| 2009/2010                  | FK Jiskra Mšeno-Jablonec n.N.                   |                                             |                                 |
| 2010/2011                  | FK Jiskra Mšeno-Jablonec n.N.                   |                                             |                                 |
| 2011/2012                  | FC Nový Bor                                     |                                             |                                 |
| 2012/2013                  | TJ Sokol Jablonec nad Jizerou                   |                                             |                                 |
| 2013/2014                  | TJ Jiskra Višňová                               |                                             |                                 |
| 2014/2015                  | SK Semily                                       |                                             |                                 |
| 2015/2016                  | TJ Spartak Chrastava                            |                                             | FK Košťálov                     |
| 2016/2017                  | FK Jiskra Mšeno-Jablonec n.N.                   |                                             | SK Semily                       |
| 2017/2018                  | FK Velké Hamry                                  |                                             | SK Semily                       |
| 2018/2019                  | TJ Doksy                                        | FK Turnov, Jiskra Mšeno (odhlášení soutěže) | Bílý Kostel                     |
| 2019/2020                  | ročník zůstal nedohrán kvůli pandemii covidu-19 |                                             |                                 |
| 2020/2021                  | ročník zůstal nedohrán kvůli pandemii covidu-19 |                                             | TJ Desná (odhlášení ze soutěže) |
| 2021/2022                  | FK Turnov                                       |                                             | FK Hejnice                      |
| 2022/2023                  | FC Pěnčín A                                     |                                             | TJ Jiskra Mimoň                 |
| 2023/2024                  | FK Slovan Hrádek nad Nisou 1910                 |                                             | SK Rapid Liberec                |
| 2024/2025                  |                                                 |                                             |                                 |